# 安娜·葆拉·康內莉
安娜·葆拉·康內莉（1972年2月13日—），在米納斯吉拉斯州出生，是一位巴西運動員，她曾四度代表巴西參與夏季奧運會的兩個項目。她於1992年及1996年出戰女排項目，並於1996年獲得銅牌。後來，她轉戰沙排項目，曾與排檔桑德拉·皮雷斯·塔瓦雷斯在世界女子沙滩排球排行榜上位居首位，再次代表巴西出戰2004年及2008年奧運，但兩次都無功而回。另外，她曾於2003年及2008年兩度奪得SWATCH FIVB世界沙灘排球巡迴賽總冠軍。